# OR2H2
Olfaktorni receptor 2H2 je protein koji je kod ljudi kodiran OR2H2 genom.
Olfaktorni receptori formiraju interakcije sa molekulima mirisa u nosu, čime se inicira neuronski respons koji izaziva percepciju mirisa. Oni su odgovorni za prepoznavanje i G proteinima posredovanu transdukciju mirisnih signala. Proteini olfaktornih receptora su članovi velike familije G protein spregnutih receptora (GPCR). Poput mnogih receptora za neurotransmitere i hormone, olfaktorni receptori imaju strukturu 7-transmembranskog domena. Oni su kodirani genima sa jednim eksonom. Geni olfaktornih receptora su najveća familija genoma. Nomenklatura gena i proteina olfaktornih receptora je nezavisna od drugih organizama.

## Literatura
- Fan W, Liu YC, Parimoo S, Weissman SM (1995). „Olfactory receptor-like genes are located in the human major histocompatibility complex.”. Genomics. 27 (1): 119—23. PMID 7665158. doi:10.1006/geno.1995.1013.
- Fan W; Cai W; Parimoo S;  . (1996). „Identification of seven new human MHC class I region genes around the HLA-F locus.”. Immunogenetics. 44 (2): 97—103. PMID 8662070. doi:10.1007/BF02660056.
- Eklund AC; Belchak MM; Lapidos K;  . (2000). „Polymorphisms in the HLA-linked olfactory receptor genes in the Hutterites.”. Hum. Immunol. 61 (7): 711—7. PMID 10880742. doi:10.1016/S0198-8859(00)00132-4.
- Younger RM; Amadou C; Bethel G;  . (2001). „Characterization of clustered MHC-linked olfactory receptor genes in human and mouse.”. Genome Res. 11 (4): 519—30. PMC 311051 . PMID 11282967. doi:10.1101/gr.160301.
- Fuchs T; Malecova B; Linhart C;  . (2003). „DEFOG: a practical scheme for deciphering families of genes.”. Genomics. 80 (3): 295—302. PMID 12213199. doi:10.1006/geno.2002.6830.
- Strausberg RL; Feingold EA; Grouse LH;  . (2003). „Generation and initial analysis of more than 15,000 full-length human and mouse cDNA sequences.”. Proc. Natl. Acad. Sci. U.S.A. 99 (26): 16899—903. PMC 139241 . PMID 12477932. doi:10.1073/pnas.242603899.
- Volz A; Ehlers A; Younger R;  . (2003). „Complex transcription and splicing of odorant receptor genes.”. J. Biol. Chem. 278 (22): 19691—701. PMID 12637542. doi:10.1074/jbc.M212424200.
- Mungall AJ; Palmer SA; Sims SK;  . (2003). „The DNA sequence and analysis of human chromosome 6.”. Nature. 425 (6960): 805—11. PMID 14574404. doi:10.1038/nature02055.
- Malnic B, Godfrey PA, Buck LB (2004). „The human olfactory receptor gene family.”. Proc. Natl. Acad. Sci. U.S.A. 101 (8): 2584—9. PMC 356993 . PMID 14983052. doi:10.1073/pnas.0307882100.
- Gerhard DS; Wagner L; Feingold EA;  . (2004). „The status, quality, and expansion of the NIH full-length cDNA project: the Mammalian Gene Collection (MGC).”. Genome Res. 14 (10B): 2121—7. PMC 528928 . PMID 15489334. doi:10.1101/gr.2596504.
- Santos PS; Kellermann T; Uchanska-Ziegler B;  . (2010). „Genomic architecture of MHC-linked odorant receptor gene repertoires among 16 vertebrate species.”. Immunogenetics. 62 (9): 569—84. PMID 20680261. doi:10.1007/s00251-010-0468-6.

## Spoljašnje veze
- OR2H2+protein,+human на 